# 가변형 모빌슈트
가변형 모빌슈트(영어: Transformable Mobile Suit, TMS, 일본어: 可変型モビルスーツ)는 애니메이션 《기동전사 건담》을 비롯한 《건담 시리즈》에 등장하는 가공의 기동병기인 모빌슈트(MS) 중에서 인간형이 아닌 다른 형태로 변형할 수 있는 것을 가리킨다.
또한 모빌아머(MA) 형태에서의 운용을 상정하고 개발된 비교적 대형의 기체는 가변형 모빌아머(영어: Transformable Mobile Armor, TMA, 일본어: 可変型モビルアーマー)라고 불리는데, 작품 내에서 양자 간의 명확한 구별은 없었다. 건담 시리즈에서는 1985년에 방영된 TV 애니메이션 《기동전사 Z 건담》에서 가변형 모빌슈트 및 가변형 모빌 아머가 처음으로 등장했으며, 이 후에 만들어진 건담 시리즈 작품에서도 등장했다.

## 같이 보기
- 모빌슈트 (MS)
- 모빌아머 (MA)